# NexGen
NexGen je bila kompanija koja se bavila proizvodnjom procesora za PC računala.

### Nastanak
Ova kompanija nastaje 1986. godine s ciljem proizvodnje 80386 kompatibilnog procesora s potpuno novom, nezavisnom arhitekturom. Od svog samog pokretanja Nexgen se potpuno posvećuje svojim dizajnersko-inženjerskim ciljevima zapuštajući sve druge poslovne aspekte što će ju na kraju uništiti. Prvi svima neprimjećen problem je sam konačni cilj. Nexgen koji počinje od ničega želi stvorit procesor koji tada Intel već ima u proizvodnji?!
Zahvaljujući prekasnom izlasku svog procesora na tržište Nexgen se 1990. našao u prvim financijskim problemima od kojih ih spašava Compaq koji postaje glavni sponzor njihovih budućih projekata.

### Proizvodi
Kada je postalo očito da kompatibilni procesor 80386 neće biti konkurentan radi kasnog izlaska na tržište, kompanija se preorjentirala na jače modele. Zahvaljujući tome Nextgen u proljeće 1994. godine izlazi sa svojim procesorom Nx586. Odmah s njegovom najavom javljaju se novi, nikad upitni problemi za ovu kompaniju. Preveliko usmjeravanje na stvaranje nove arhitekture procesora rezultiralo je ne obaziranjem na pojedinosti....
Novi procesor nije bio pin kompatibilan s niti jednim drugim na tržištu, pa je za njega bilo potrebno raditi posebne matične ploče. Rezultat svega toga postaje financijski neuspjeh, kojemu sigurno pripomaže i teškoća pronalaska tvornice koja bi bila raspoložena proizvoditi Nx586 .

### Prodaja iAMD K6
Polovicom devedesetih godina AMD potresa žestoka kriza. Do procesora Pentium Intel im je bio prisiljen predavati licencna prava na svoje proizvode ( proceseori 086, 286, 286, 486 ) tako da do tada oni samo rade klonove konkurenta. Prvi samostalni proizvod AMDa Pentium kompatibilni procesor imena K-5 je bio katastrofa. Kako bi spasili svoju kompaniju od neminovne propasti vodstvo AMD se odlučuje 1996. godine na kupovinu Nexgena čiji procesor nove generacije ( koji još nije izašao na tržište ) imena Nx686 ima sigurno najbolji neintel dizajn procesora na svijetu.
Nakon kupovine AMD uvodi inženjerske umove Nextgena u realnost prisiljavajući ih da svoj procesor oblikuju tako da može stati u utor za Pentium procesore. S tom promjenom Nextgenov procesor Nx686 se počinje na tržištu prodavati s imenom AMD K6, nakon čega AMD postaje ono što je danas.
U prvom razdoblju taj posljednji procesor tvrtke Nexgen se prodavao pod imenom AMD Nx686.